# Carmencita o la buena cocinera
Carmencita o La buena cocinera es un recetario escrito por Eladia Martorell (Ponce, Puerto Rico, 1848 - Barcelona, 1918) y publicado por primera vez en 1899 en Barcelona. Ha sido el libro de cocina español más reeditado del siglo XX y en el siglo XXI continúa siendo muy popular. En 1974 llegó a la quincuagésima edición y se estima que en la actualidad vaya por la sexagésima edición.
En el prólogo de la primera edición, Eladia detalla las dos razones por las que decidió recopilar las recetas. Por un lado, sus amigas la animaron y lo cuenta así: «varias amigas mías sosteniendo, no sé si con razón, que la claridad de las explicaciones, lo bien combinado de ciertos guisos y el exacto cálculo de las cantidades hacían dichas fórmulas de aplicación general, me han animado a publicarlas…». Y por otro, quería hacer la recopilación para que le sirviera de utilidad a su hija.
Años más tarde, Carmencita (Carmen Carpinell Martorell), la hija de Eladia, junto con Juan Cabané, actualizaron y ampliaron el recetario para satisfacer el deseo de las buenas cocineras. El libro pasó a llamarse como lo conocemos ahora: Carmencita o La buena cocinera. Manual práctico de cocina española, americana, francesa, etc.

## Autora
Eladia Marotell nació alrededor de 1848 en Ponce, Puerto Rico. Por entonces, esta isla pertenecía a España y convivían gallegos, vascos, catalanes y valencianos. En ella se conocieron sus padres: él de Calella (Barcelona) y ella de Puerto Rico aunque de origen francés y español. En Ponce, Eladia conoció al militar barcelonés Antonio Carpinell Sellés. Se casaron en 1866 y se mudaron a Cataluña para que su marido pudiera continuar con su carrera militar. Con ella vinieron también sabores y costumbres que plasmó en su recetario junto con otras recetas de la península, francesas o suramericanas.
Finalmente, enviudó en 1899 y en 1911 montó una academia culinaria.

## Contenido del recetario
El contenido se ordena en capítulos con los siguientes títulos: sopas, potajes, carnes, aves y caza, coquetas, lenguas, hígados, riñones, patas y callos de ternera, pescados, bacalaos, arroz, rellenos, verduras, tortillas, varios guisos, salsas, ensaladas, frituras, embutidos, repostería, dulces, helados, licores, recetas útiles y avisos.
Ya aparecían en este recetario clásicos como el caldo gallego, la escudella de pagés, ropa vieja en sartén, picadillo habanero, gallina pepitoria, perdices en escabeche, pastel de merluza, calamares en su tinta, bacalao a la vizcaína, arroz a la milanesa, paella valenciana, pisto, berenjenas palmesanas, menestra, patatas duquesa, alioli catalán, salsa tártara, salsa bechamel, salsa mayonesa, ensalada rusa, buñuelos de viento, butifarra catalana, salchichón de Vich, sobrasada mallorquina, pasta lyonesa, magadalenas, chantillí y otros clásicos.
La unidad de medida que usa es la libra, la onza y el cuartillo. En algunas recetas indica estas medidas y en otras no especifica cantidades. Del mismo modo ocurre con el número de comensales.